# Порт-Рекстон
Порт-Рекстон (англ. Port Rexton) — містечко в Канаді, у провінції Ньюфаундленд і Лабрадор.

## Населення
За даними перепису 2016 року, містечко нараховувало 340 осіб, показавши зростання на 0,6%, порівняно з 2011-м роком. Середня густина населення становила 28,9 осіб/км².
З офіційних мов обидвома одночасно володіли 10 жителів, тільки англійською — 325. Усього 5 осіб вважали рідною мовою не одну з офіційних, з них усі — одну з корінних мов.
Працездатне населення становило 56,4% усього населення, рівень безробіття — 36,4% (33,3% серед чоловіків та 45% серед жінок). 93,2% осіб були найманими працівниками, а 4,5% — самозайнятими.

## Клімат
Середня річна температура становить 4,5°C, середня максимальна – 19°C, а середня мінімальна – -11°C. Середня річна кількість опадів – 1 356 мм.
| Клімат поселення                              | Клімат поселення | Клімат поселення | Клімат поселення | Клімат поселення | Клімат поселення | Клімат поселення | Клімат поселення | Клімат поселення | Клімат поселення | Клімат поселення | Клімат поселення | Клімат поселення | Клімат поселення |
| Показник                                      | Січ.             | Лют.             | Бер.             | Квіт.            | Трав.            | Черв.            | Лип.             | Серп.            | Вер.             | Жовт.            | Лист.            | Груд.            |                  |
| Середній максимум, °C                         | −0,62            | −1,13            | 2,35             | 6,88             | 11,24            | 15,61            | 18,82            | 19,02            | 15,43            | 10,58            | 5,83             | 0,65             |                  |
| Середня температура, °C                       | −5,59            | −6,09            | −2,6             | 1,94             | 6,30             | 10,65            | 15,37            | 15,57            | 11,99            | 7,15             | 2,38             | −2,81            |                  |
| Середній мінімум, °C                          | −10,52           | −11,03           | −7,55            | −3,01            | 1,35             | 5,72             | 11,93            | 12,13            | 8,56             | 3,70             | −1,07            | −6,26            |                  |
| Норма опадів, мм                              | 116              | 109              | 105              | 111              | 95               | 101              | 94               | 92               | 131              | 144              | 127              | 131              |                  |
| Середньомісячна швидкість вітру, м/с          | 6.81             | 6.52             | 6.26             | 5.89             | 5.36             | 5.08             | 4.87             | 4.94             | 5.45             | 6.04             | 6.37             | 6.84             |                  |
| Середньомісячна сонячна радіація, кДж/м²·день | 3880             | 6714             | 10575            | 13962            | 17101            | 19006            | 19005            | 15906            | 11836            | 6961             | 3997             | 2981             |                  |
| --------------------------------------------- | ---------------- | ---------------- | ---------------- | ---------------- | ---------------- | ---------------- | ---------------- | ---------------- | ---------------- | ---------------- | ---------------- | ---------------- | ---------------- |
| Джерело:                                      |                  |                  |                  |                  |                  |                  |                  |                  |                  |                  |                  |                  |                  |